# Duncan Hopkins
Duncan Hopkins (* 21. September 1967 in Coventry) ist ein britisch-kanadischer Jazzmusiker (Kontrabass, E-Bass, Komposition).

## Leben und Wirken
Hopkins wurde in Coventry, West Midlands, geboren. Sein Vater war Posaunist und seine Mutter Pianistin. Er begann seine musikalische Ausbildung am Pattison College, an dem seine Mutter Musik unterrichtete. Die Familie zog dann 1971 nach St. Catharines, Ontario, wo er blieb, bis er seine Ausbildung an der Lakeport Secondary School und der Brock University (1987–1989) abgeschlossen hatte. Nach dem Erwerb seines Bachelor-Abschlusses in Betriebswirtschaft zog Hopkins nach Montreal, um bei dem Bassisten Michel Donato zu studieren, zunächst an der McGill University und später privat. Anschließend besuchte er die Banff School of Fine Arts, um bei Rufus Reid, Kenny Wheeler und Steve Coleman zu studieren.
Hopkins kehrte 1992 kurz nach St. Catharines zurück und gewann einen Ontario Arts Council Award für das Studium in New York bei Dave Holland. Im selben Jahr erlagen seine Eltern einer Krebserkrankung, woraufhin er  nach Kanada zurückkehrte und nach Toronto zog. Im Laufe der Jahre trat Hopkins mit Diana Krall, Peter Appleyard, Warren Vaché, Rob McConnell, Robert Farnon, John Hicks, Mark Murphy, Lester Bowie, Sam Rivers, Kenny Wheeler, Don Thompson, Moe Koffman, Norman Amadio, Scott Hamilton, Bobby Watson, Martin Speake, Edward Simon und Steve Holt. Im Bereich des Jazz war er laut Tom Lord zwischen 1993 und 2012 n 20 Aufnahmesessions beteiligt, u. a. mit dem Canadian Jazz Quartet um  Frank Wright.

## Diskographische Hinweise
- Le Rouge (1993), mit Kenny Wheeler, John Hassleback, Jr., John Sherwood, Lorne Lofsky, Kevin Dempsey
- Kindred Spirits (1996), mit John MacLeod, Roy Styffe, Dave Restivo, Kevin Dempsey
- Snapshots (2000), mit John MacLeod, Mike Malone, Roy Styffe, Dave Restivo, Kevin Dempsey
- Nikki Iles / Duncan Hopkins / Anthony Michelli: Everything I Love (Basho, 2002)
- Who Are You? The Music of Kenny Wheeler (TPR Records, 2023), mit Reg Schwager, Ted Quinlan, Michel Lambert[3]